# Terrängdragbil m/40
Lo Terrängdragbil m/40 o Tbil m/40 era un trattore d'artiglieria 6×4 svedese della seconda guerra mondiale, conosciuto con la denominazione industriale Volvo TVB

## Storia
Alla fine degli anni trenta tutti i paesi ritenevano ormai imminente una grande guerra. Il riarmo tedesco spinse molti paesi, tra i quali la Svezia, ad incrementare le loro capacità di difesa da una possibile invasione. La Volvo ne approfittò per lanciarsi nel settore dei veicoli militari fuoristrada. Tra gli altri mezzi, nel 1937 l'azienda iniziò lo sviluppo di un veicolo pesante ad alta mobilità. Nonostante le soluzioni innovative di questo mezzo, diverso da ogni altro autocarro prodotto da Volvo, la progettazione fu completata in soli 2 anni. Il mezzo, chiamato Volvo TVA, venne presentato ai vari potenziali acquirenti europei come trattore per pezzi d'artiglieria pesanti e cannoni antiaerei.
Poiché ogni paese produceva in proprio gli autocarri per i propri eserciti, il mezzo non ebbe il successo sperato sul mercato internazionale. Una versione leggermente migliorata, chiamata Volvo TVB venne invece scelta dall'Esercito svedese, che la denominò Terrängdragbil m/40 e la utilizzò per circa due decenni. Il Tbil m/40 venne prodotto in 148 esemplari tra il 1940 ed il 1941. Nel 1942 entrò in produzione il Terrängdragbil m/42, un derivato del m/40 con trazione integrale 6×6 e cabina avanzata.

## Tecnica
La caratteristica più originale del mezzo era il telaio tubolare centrale, al quale erano articolati indipendentemente gli assali, che consentivano una spiccata aderenza ed una estrema mobilità fuoristrada. Il telaio era su tre assali, dotati di grandi pneumatici. Solo il secondo ed il terzo erano motori, ma anche se il primo asse sterzante era folle, ciò non limitava la mobilità, grazie al ridotto peso gravante su di esso. Sotto al muso e tra primo e secondo asse erano installate due coppie di piccole ruote folli, che entravano in funzione nel superamento di ostacoli.
Il motore era un potente Volvo typ FBT, 6 cilindri a benzina, 7,6 l di cilindrata, erogante 128 hp a 2.400 giri al minuto. Il propulsore era simile a quello montato sui "musoni" Volvo LV29, con sistema di lubrificazione adattato alla marcia ad elevate pendenze. La trasmissione typ F4 aveva un cambio a 4 rapporti, riduttore e blocco differenziale destro/sinistro. Il freno idraulico a pedale, con servofreno, era basato su due circuiti completamente separati: uno agiva sulla ruota anteriore destra e sul secondo asse, uno sulla ruota anteriore sinistra e sul terzo asse. Sul lato destro era installato un argano per il posizionamento dei pezzi, con rinvii sul lato sinistro.
Alla grande cabina arretrata ("musone") si accedeva da quattro sportelli. Nell'abitacolo anteriore sedevano il conduttore (sinistra) ed il capopezzo, in quello posteriore prendevano invece posto i 6 serventi del pezzo trainato, per un totale di 8 soldati trasportati. Dietro alla cabina era posizionato il cassone telonato porta-munizioni.